# Antoine Trutat
Pour les articles homonymes, voir Trutat.
Antoine Marie Amable Trutat est un homme politique français né le 27 juin 1781 à Pacy-sur-Eure et mort le 29 décembre 1849 à Paris.

## Biographie
Propriétaire, il est : 
- conseiller général du canton de Pacy-sur-Eure de 1833 à 1848.
- député de l'Eure de 1837 à 1842, siégeant au centre gauche et votant tantôt avec l'opposition, tantôt avec la majorité.

## Famille
Il est le père de Pierre Paul Trutat, qui s'illustrera en qualité de conseiller général, comme son père.

## Sources
- « Dictionnaire des parlementaires français de 1789 à 1889 (Adolphe Robert, Edgar Bourloton et Gaston Cougny) », sur gallica BNF (consulté le 4 janvier 2014)